# Апош
Апош (рум. Apoș) — село у повіті Сібіу в Румунії. Входить до складу комуни Биргіш.
Село розташоване на відстані 214 км на північний захід від Бухареста, 41 км на північний схід від Сібіу, 110 км на південний схід від Клуж-Напоки, 91 км на північний захід від Брашова.

## Населення
За даними перепису населення 2002 року у селі проживали 275 осіб.
Національний склад населення села:
| Національність | Кількість осіб | Відсоток |
| -------------- | -------------- | -------- |
| румуни         | 238            | 86,5%    |
| угорці         | 22             | 8,0%     |
| німці          | 8              | 2,9%     |
| цигани         | 7              | 2,5%     |

Рідною мовою назвали:
| Мова      | Кількість осіб | Відсоток |
| --------- | -------------- | -------- |
| румунська | 248            | 90,2%    |
| угорська  | 22             | 8,0%     |
| німецька  | 5              | 1,8%     |